# Ono togo stoit
Ono togo stoit è un singolo del cantautore russa Nikolaj Noskov, pubblicato il 29 novembre 2014.